# 이석 (배우)
이석(1981년 8월 11일 ~ )은 대한민국의 배우이다.

## 학력
- 명지전문대학 연극영상학과

## 출연작

### 영화
- 2011년 《너는 펫》 ... 호텔직원 역
- 2013년 《미생 프리퀄》 ... 산타클로스 역
- 2014년 《해무》 ... 조선족 7 역
- 2014년 《나의 사랑 나의 신부》 ... 국밥집 직원 역
- 2015년 《강남 1970》 ... 춘호 역
- 2017년 《조작된 도시》 ... 여백의 미 (게임 캐릭터) / 남기자 목소리 역
- 2017년 《루시드 드림》 ... 유상만 역
- 2020년 《종이꽃》 ... 김명식 역
- 2022년 《갓길로 달리는 코뿔소》 ... 재국 역

### 드라마
- 《미세스 캅 2》 (2016년, SBS) - 허변호사 역
- 《슬기로운 감빵생활》 (2017년, tvN) - 이석은 역
- 《타인은 지옥이다》 (2019년, OCN) - 조유철 역
- 《모범형사 2》 (2022년, JTBC) - 기동제 역
- 《트리거》 (2025년, JTBC) - 전원성 역